# Hundetræning
Hundetræning er et overordnet ord for generel træning af en hund, med det formål at regulere hundens adfærd.
Hundetræning anvendes for Agility, Sporhund, Politihund, Førerhund, Dressur med mere, men også af private mennesker som ønsker at få mere ud af samværet med deres hund, og at kunne håndtere hunden.
I etologien (læren om dyreadfærd) er der udbredt enighed om at anvende træningsmetoden "positiv forstærkning", og de fleste hundeskoler bruger da også denne træningsform. Metoden bygger på belønning som middel: Ros hunden, når den gør det rigtige, og vær konsekvent i forbindelse med træningen generelt.
Hundetræning indeholder mange elementer, og kan bestå af grundtræning, øvelser i at gå i snor, komme når der bliver kaldt osv., såvel som mere avanceret træning - herunder sporhundetræning, agility (sport), førerhundetræning osv. De fleste hundeskoler har en systematisk træning hvor man starter med simple øvelser (fx "sit", hvor hunden skal sætte sig ned), og disse elementer bruges så i den videre træning, så man fx først lærer hunden at gå pænt, og derefter lærer hunden at gå pænt over et balancebræt .